# Quincy (Cher)
Quincy település Franciaországban, Cher megyében. Lakosainak száma 821 fő (2022. január 1.). Quincy Brinay, Cerbois, Foëcy, Mehun-sur-Yèvre, Preuilly és Sainte-Thorette községekkel határos.

## Népesség
A település népességének változása:
| Lakosok száma | 727  | 759  | 812  | 825  | 941  | 884  | 868  | 859  | 828  | 821  |
|               | 1968 | 1982 | 1990 | 2006 | 2013 | 2015 | 2017 | 2019 | 2020 | 2022 |